# Anthomyia liturata
Anthomyia liturata är en tvåvingeart som först beskrevs av Jean-Baptiste Robineau-Desvoidy 1830.  Anthomyia liturata ingår i släktet Anthomyia och familjen blomsterflugor. Arten är reproducerande i Sverige. Inga underarter finns listade i Catalogue of Life.

## Bildgalleri

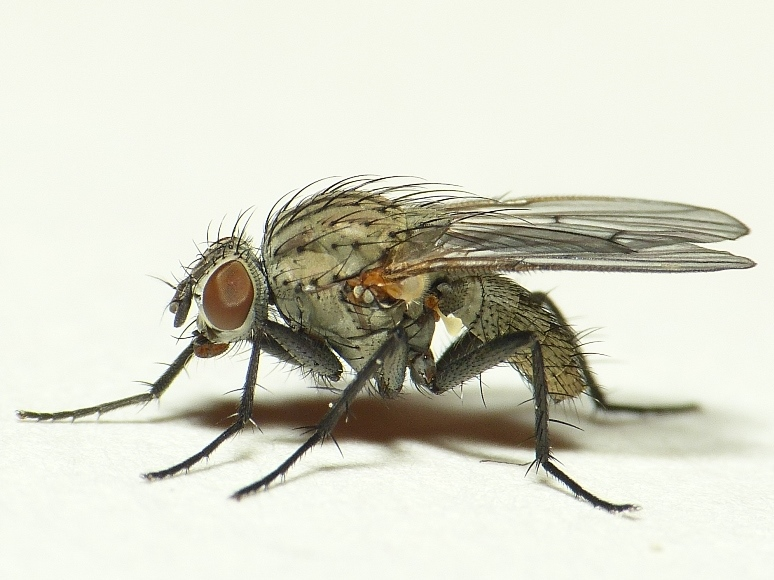